# Teorema de Goldberg-Sachs
O teorema de Goldberg-Sachs é um resultado na teoria da relatividade geral sobre as soluções de vácuo das equações de campo de Einstein relacionadas a existência de um certo tipo de congruência com propriedades algébricas do tensor de Weyl.
Mais precisamente, o teorema afirma que uma solução do vácuo das equações de campo de Einstein admitem um corte livre de congruência geodésica nula se e somente se o tensor Weyl é algebricamente especial. 